# Couvert de poussière
Albums de Daran
Le petit peuple du bitume L'homme dont les bras sont des branches
Couvert de poussière est un album/compilation de chansons de Daran sorti le 20 novembre 2009, en parallèle de la BD au titre éponyme de Michel Alzéal, BD qui raconte une histoire originale uniquement à partir des textes des chansons des six albums de Daran.

## Titres
1. Olivia
2. Les filles qui font la gueule[1]
3. Couvert de poussière
4. Strict nécessaire
5. Via felicità
6. Augustin & Anita
7. Dormir dehors
8. Anatomique
9. Extrême
10. Oublie tout
11. Rien ne m'y oblige
12. La télévision
13. Les marées[2]